# Sapranthus campechianus
Sapranthus campechianus är en kirimojaväxtart som först beskrevs av Carl Sigismund Kunth, och fick sitt nu gällande namn av Paul Carpenter Standley. Sapranthus campechianus ingår i släktet Sapranthus och familjen kirimojaväxter. Inga underarter finns listade i Catalogue of Life.